# Intelligenzaktion Posen
Intelligenzaktion Posen (pol. Akcja Inteligencja Poznań) – kryptonim regionalnej akcji specjalnej przeprowadzonej przez Niemców w okupowanej Polsce w ramach tak zwanej Intelligenzaktion („Akcji Inteligencja”) będącej częścią wielkiego Generalnego Planu Wschodniego. Akcja ta wymierzona w polską elitę intelektualną mieszkającą w regionie poznańskim miała na celu jej całkowitą eliminację i była pierwszym krokiem do germanizacji tego regionu Polski po klęsce wrześniowej. 
Akcję przeprowadzono jesienią 1939 i wymordowano w niej około 2000 polskich intelektualistów, urzędników oraz duchownych. Egzekucje odbywały się w poznańskich fortach (przede wszystkim na Forcie VII) oraz w różnych miejscach kaźni poza obrębem miast.

## Ofiary
Do znanych ofiar Intelligenzaktion Posen należą:
- Stefan Balicki
- Stefan Cybichowski
- Celestyn Rydlewski

## Galeria

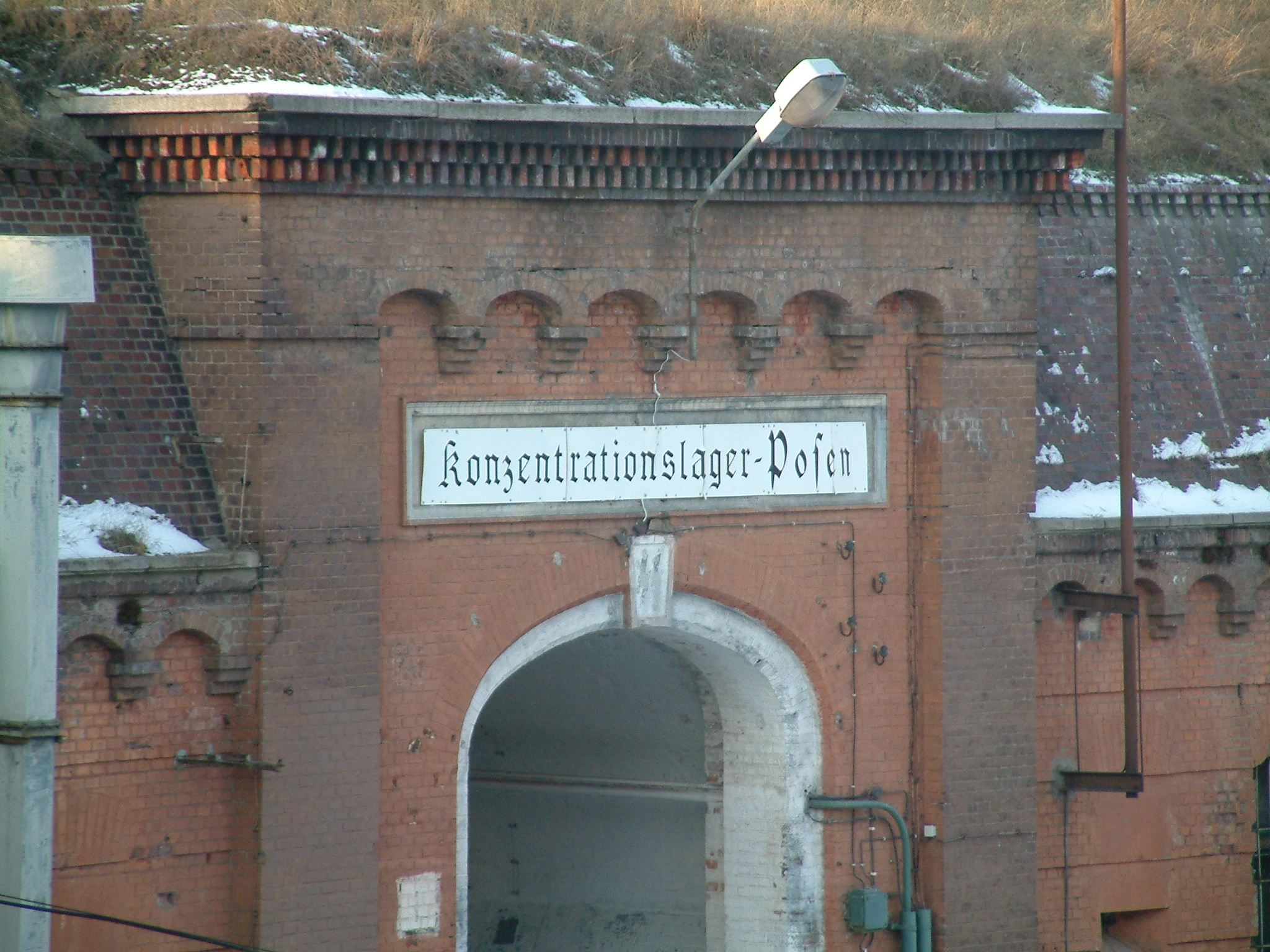
Wejście do Fortu VII w Poznaniu
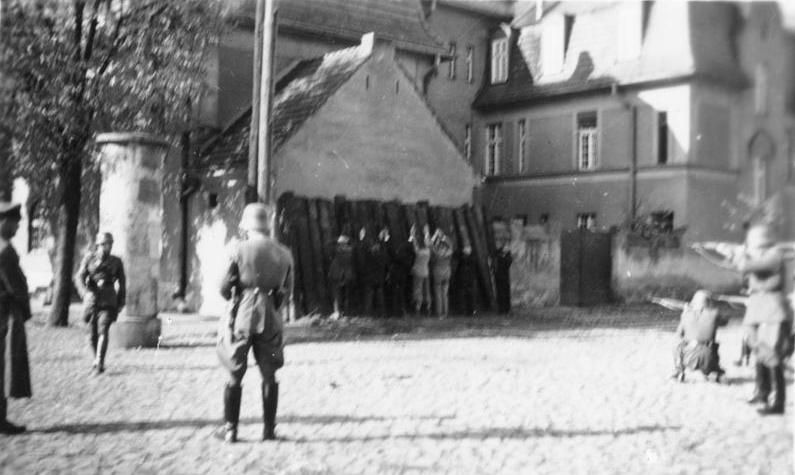
Egzekucja Polaków przez Einsatzgruppe VI 20 października 1939 w Kórniku